# RTCN Boży Dar
Radiowo-Telewizyjne Centrum Nadawcze w Bożym Darze znajduje się w miejscowości Boży Dar w powiecie lubelskim, w gminie Krzczonów, w odległości 28 km od Lublina.

## Historia
Przygotowania do budowy w Bożym Darze ośrodka nadawczego trwały od końca lat 50. XX wieku. Plany geodezyjne ukończono w maju 1958 roku, a rok później wykonano ogrodzenie wokół terenu przyszłego centrum nadawczego. Wtedy też ukończono budowę jednego z budynków, a także wykopano studnię głębinową i wybudowano drogę dojazdową do obiektu. Na początku 1960 roku ukończono budowę drugiego budynku, a także montaż masztu średniofalowego o wysokości 105 m. Kilka miesięcy później ułożono też kabel łączący Lublin z Bożym Darem. Pierwsze próby systemów radiowych przeprowadzono 5 stycznia 1961 roku. Finalne uruchomienie ośrodka miało miejsce 10 dni później. Nadano wtedy audycję okolicznościową, składającą się z przemówień I sekretarza Komitetu Wojewódzkiego Polskiej Zjednoczonej Partii Robotniczej w Lublinie, przewodniczącego Prezydium Wojewódzkiej Rady Narodowej i redaktora naczelnego lubelskiego oddziału Polskiego Radia. Za konstrukcję budynków i masztu radiowego odpowiadało Lubelskie Przedsiębiorstwo Budownictwa Ogólnego.
Uruchomienie nadawania radiowego w ośrodku spowolniło prace nad telewizją. Zmianie kilkukrotnie ulegała dokumentacja drugiego masztu, a także odwlekano z uruchomieniem podstacji energetycznej, mającej zasilać ośrodek. Ostatecznie jednak 1 maja 1962 roku nastąpiło częściowe uruchomienie nadawania sygnału telewizyjnego z nieukończonego jeszcze masztu. Zaczął on nadawać z pełną mocą dopiero w roku 1963, kiedy to zainstalowano na nim anteny UKF FM. Maszt ten jest wyższy od nieistniejącego już masztu radiowego i ma wysokość 225 m. Za jego konstrukcję odpowiadał Mostostal Zabrze.
Emisja fal średnich została zakończona w roku 1998, a nadawanie Polskiego Radia w zakresie OIRT zakończyło się w roku 2000. Z racji tego w 2014 roku maszt radiowy został zdemontowany.
RTCN Boży Dar jest usadowione na wysokości 306 m n.p.m. w najwyżej położonym punkcie Wyniosłości Giełczewskiej.

## Parametry techniczne i zasięg
W zasięgu ośrodka znalazło się prawie całe ówczesne województwo lubelskie, a także wiele miast z okolicznych województw, jak chociażby Stalowa Wola.
- Wysokość posadowienia podpory anteny: 306 m n.p.m.
- Wysokość zawieszenia systemów antenowych: 
  - MUX-3 (490 MHz): 206 m n.p.t.
  - MUX-8 (226,5 MHz): 161 m n.p.t.

### Nadawane programy
Programy telewizyjne analogowe:
| LP | Program               | Właściciel                               | Częstotliwość | Numer kanału | Moc transmisji |
| -- | --------------------- | ---------------------------------------- | ------------- | ------------ | -------------- |
| 1  | TVP Info / TVP Lublin | Telewizja Polska S.A. oddział w Lublinie | 615,25 MHz    | 39           | 100 kW         |

Programy telewizyjne cyfrowe:
| Skład multipleksu | Częstotliwość | Kanał | Moc promieniowana nadajnika | Polaryzacja | Kompresja wizji |
| ----------------- | ------------- | ----- | --------------------------- | ----------- | --------------- |
| MUX 3             | 490,00 MHz    | 23    | 20 kW                       | pozioma     | MPEG-4          |
| MUX 8             | 226,5 MHz     | 12    | 35 kW                       | pozioma     | MPEG-4          |